# 安宅信康
安宅信康(Atagi Nobuyasu 1549年-1578年)三好氏一族，是安宅冬康之子。父亲死后，他成为三好淡路水军第二代首领。

## 生平
在父親安宅冬康於永祿6年（1564年）被伯父三好長慶殺害後，繼承父親的地位成為淡路水軍的首領，當三好長慶身歿後，安宅信康加入三好三人眾一方，參與對松永久秀方的進攻，在永祿9年8月攻陷攝津國的瀧山城。
織田信長上洛後、安宅信康一度參與信長包圍網與織田氏敵對，但在元龜3年（1572年）安宅信康又透過足利義昭向信長表示降伏，成為織田家水軍的一員。天正4年（1576年）時，織田信長為防備毛利水軍支援石山本願寺，要求安宅信康在淡路進行防備，、天正5年（1577年）與毛利水軍於木津川口作戰。安宅信康後在天正6年（1578年）病死，享年30歲。地位由弟弟安宅清康繼承。